# Hans Brunow (Schauspieler)
Hans Brunow, geboren als Hans Bruno Bernhard Dehn (5. Februar 1865 in Graudenz – 8. März 1915 in Charlottenburg) war ein österreichischer Pianist, Theaterschauspieler und Sänger (Tenor).

## Leben
Der Sohn eines Militärbeamten wirkte von 1885 bis 1892 als Pianist, widmete sich dann dem Kapellmeisterberuf, und wurde 1894 zum Korrepetitor an der königlichen Hofoper Berlin ernannt, wo man auf seine Tenorstimme aufmerksam wurde. Auf Veranlassung des Generalintendanten Bolko von Hochberg wurde er zu Heinrich Graf von Pückler nach Schlesien zur gesanglichen Ausbildung geschickt und begann seine Sängerlaufbahn am Hoftheater in Karlsruhe. 1897 kam er nach Zürich, 1898 nach Rostock und trat 1900 nach erfolgreich absolviertem Gastspiel als „Walter von Stolzing“ und „Rhadames“ in den Verband des Stadttheaters Darmstadt, wo er sich wegen seiner schönen, kräftigen Stimme und seinem Spiel Anerkennung erwarb.
Sein Lebensweg nach 1902 ist unbekannt.